# Kokkari

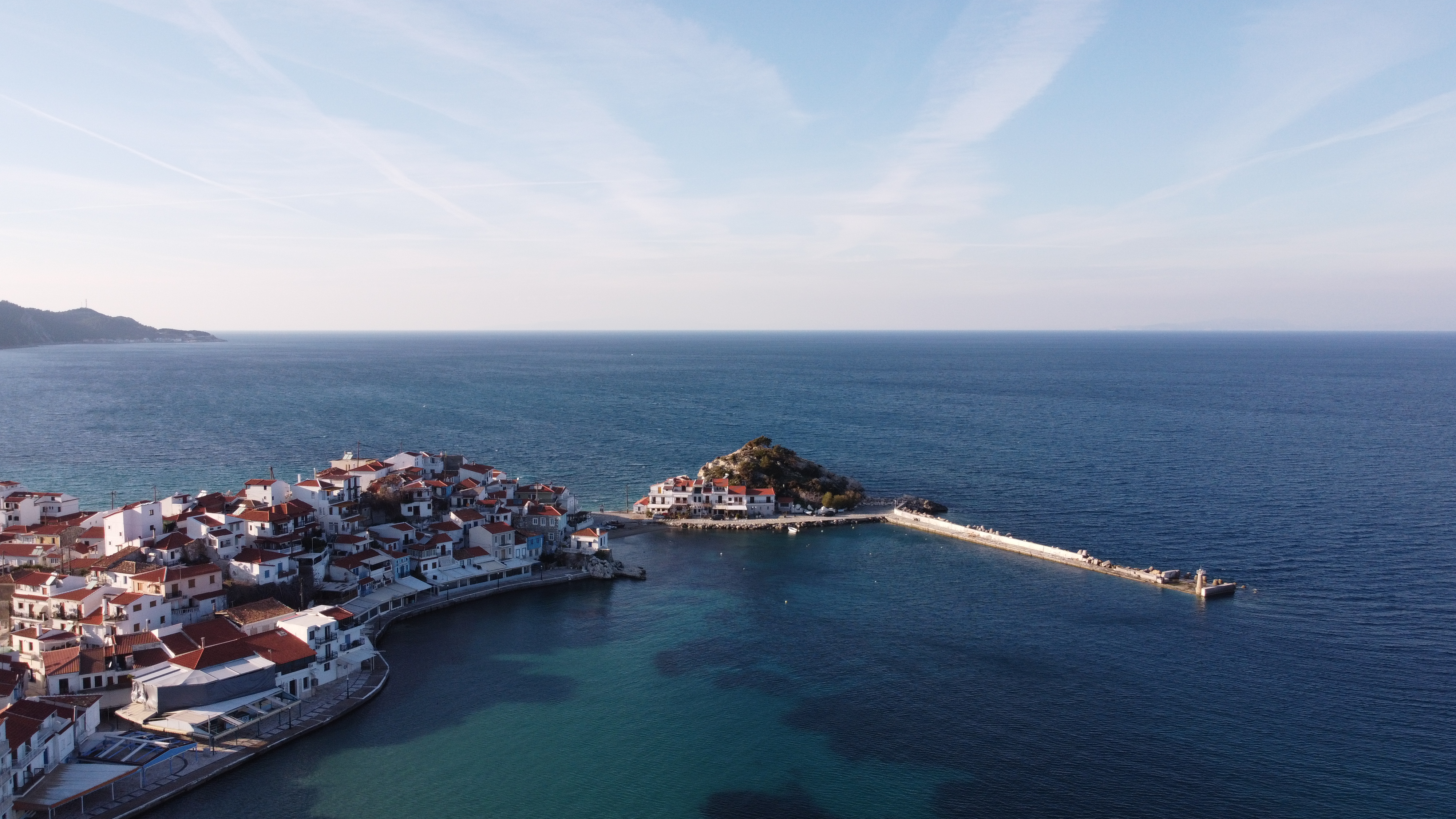

Kokkari (Grieks: Κοκκάρι) is een dorp in de deelgemeente (dimotiki enotita) Vathy van de fusiegemeente (dimos) Samos, in de Griekse bestuurlijke regio (periferia) Noord-Egeïsche Eilanden.
Het is een toeristisch ingesteld plaatsje met veel hotels en appartementen en winkels. De grootste bron van inkomsten is het toerisme. De meeste winkeltjes in Kokkari zijn souvenirwinkeltjes en kleine supermarktjes. Kokkari ligt op ongeveer 10 kilometer van de stad Vathy (Samos-stad). Er zijn veel restaurants en bars vaak met terras.

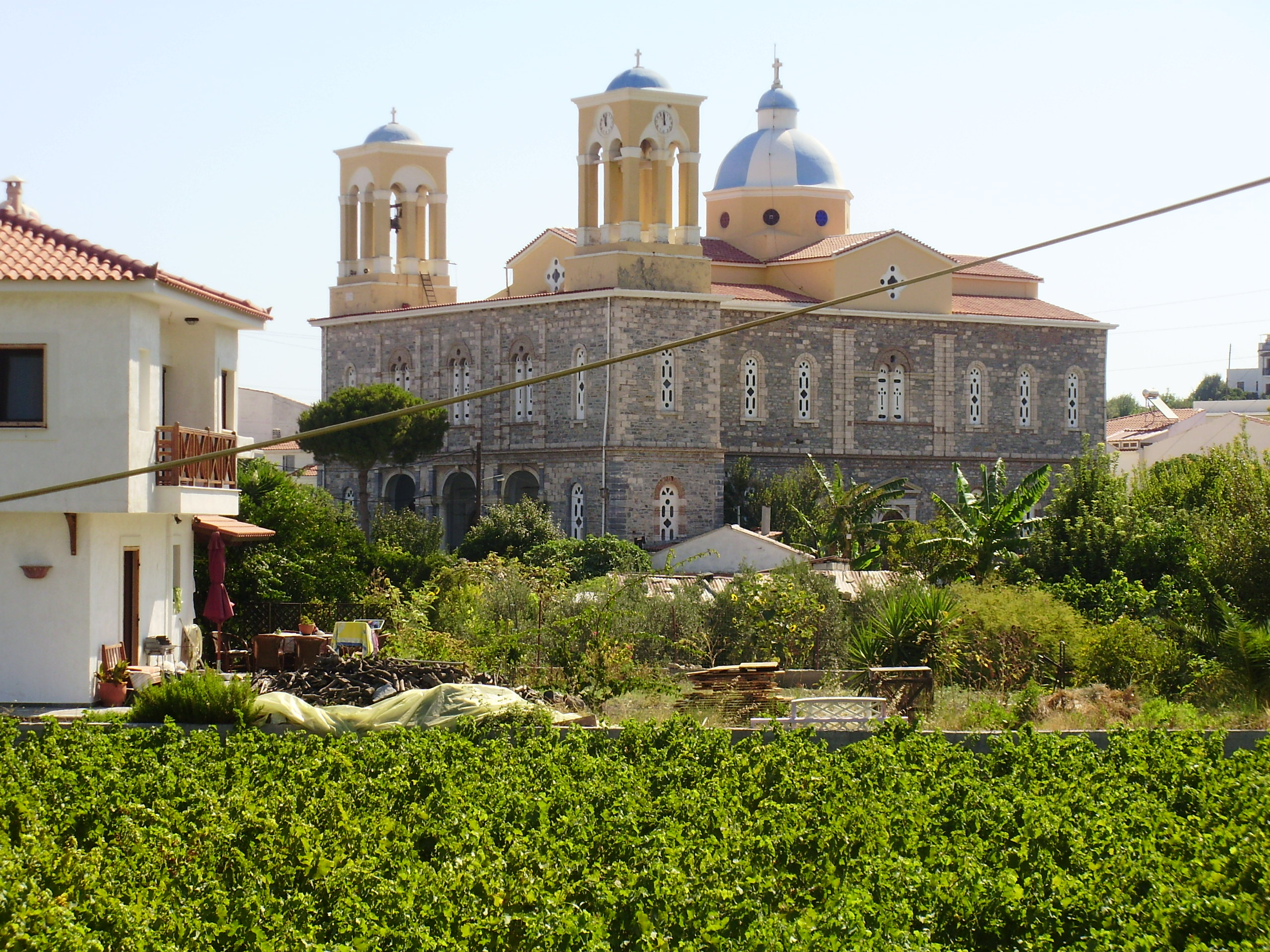
Orthodoxe kerk
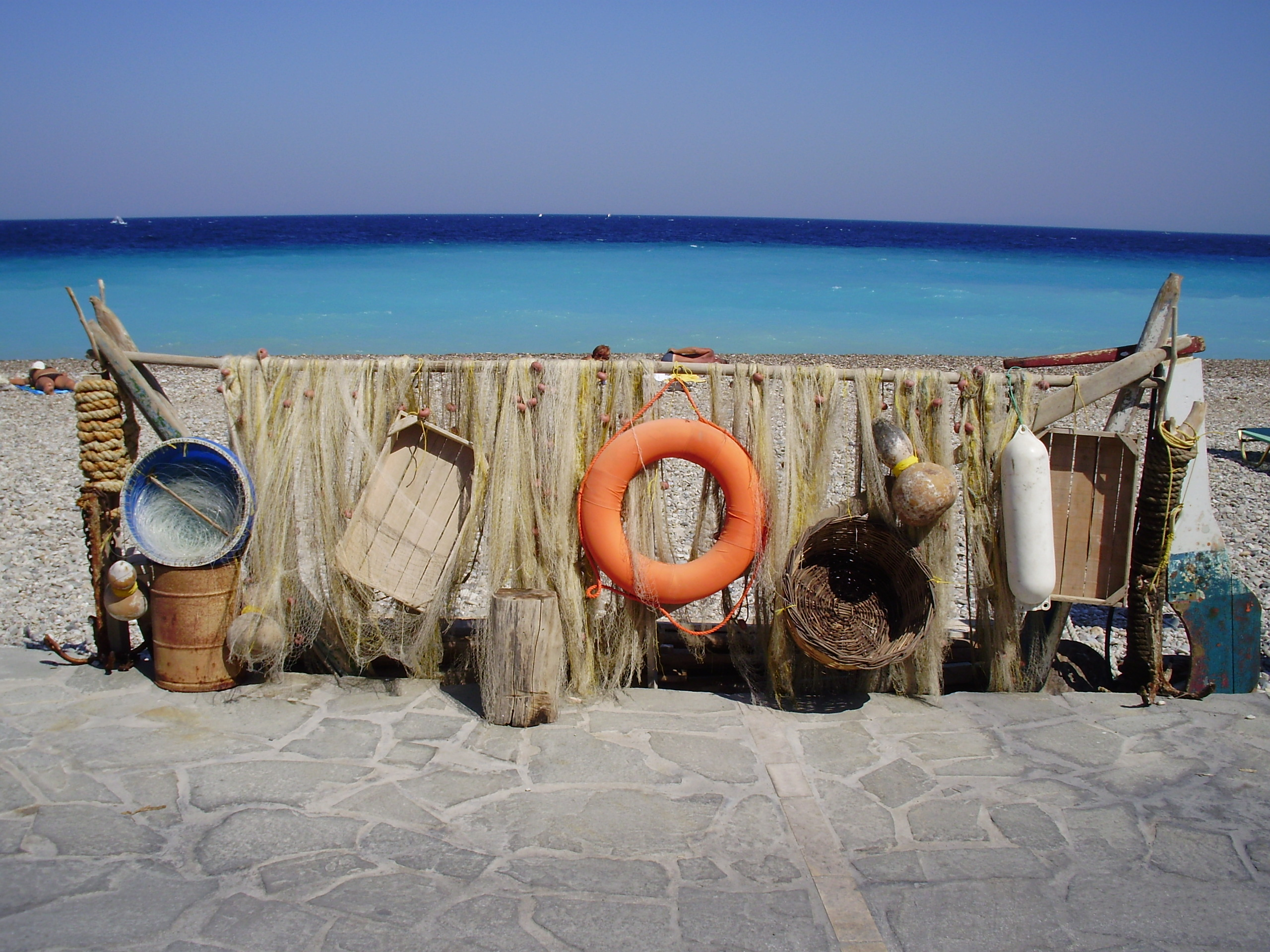
Haven van Kokkari
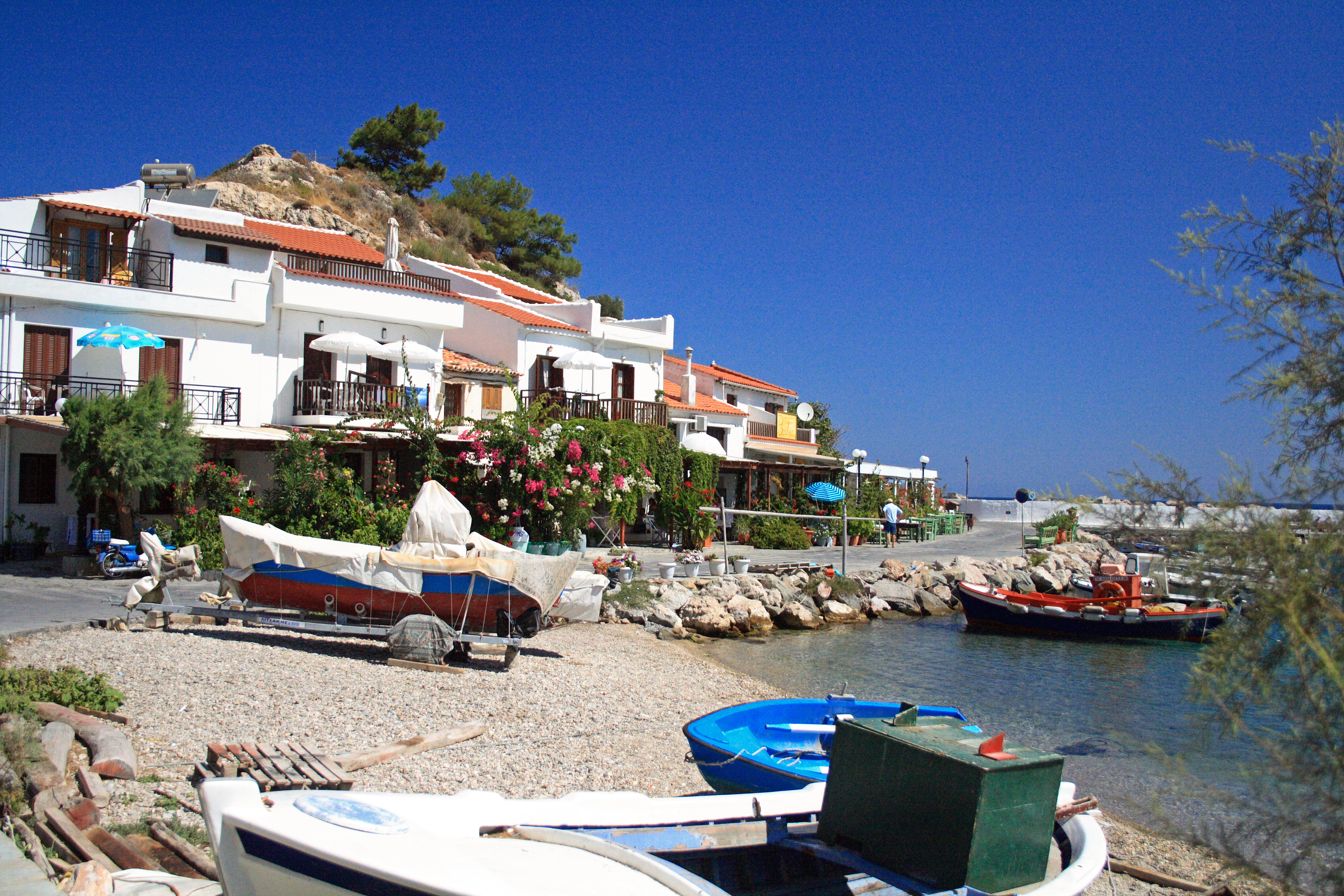
Haven
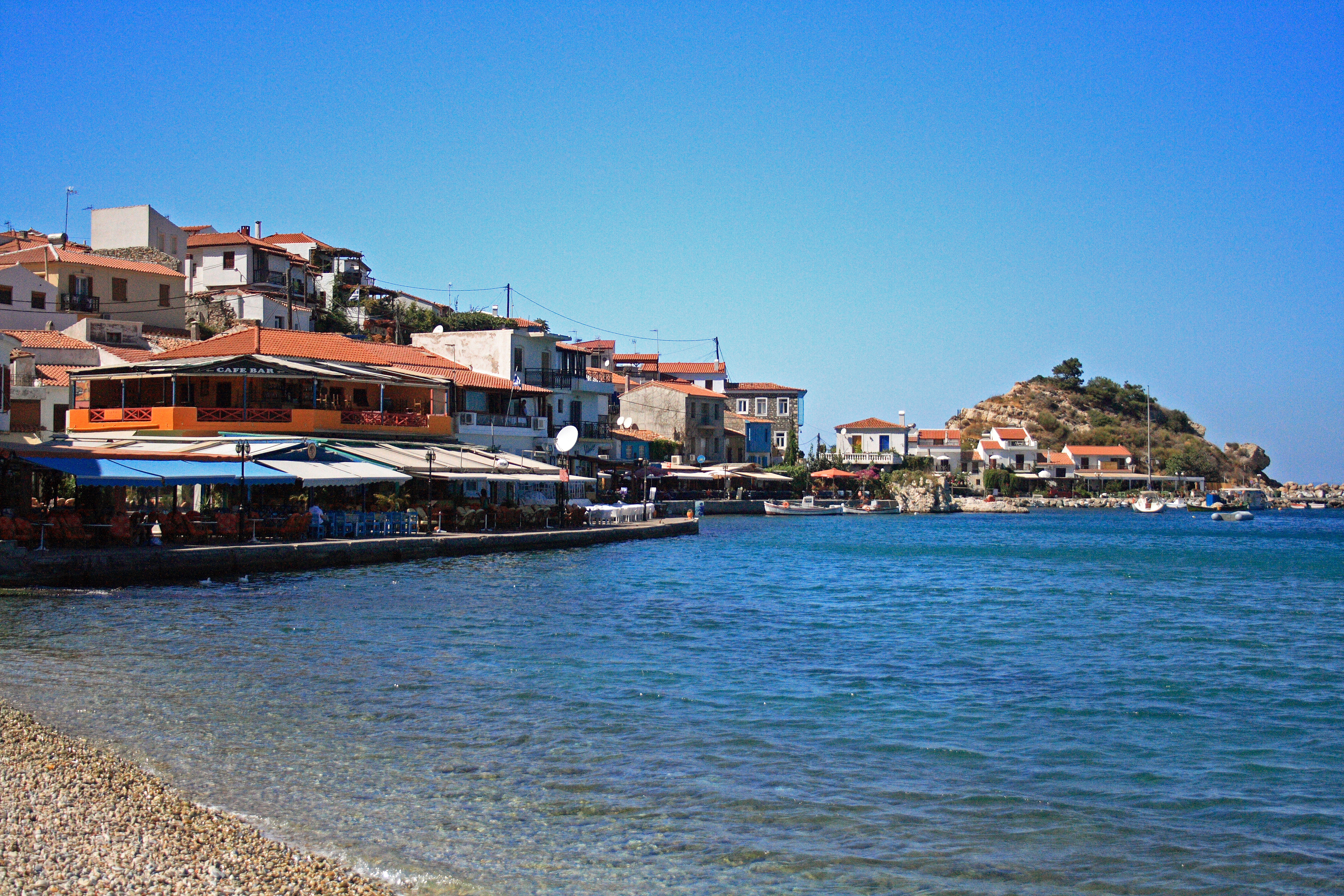
Haven